# 浸水 (新竹市)
浸水，是台灣新竹市香山區的一個傳統地域名稱。

## 地理

### 區域

#### 地名由來
浸水地勢低窪，距海不遠又近客雅溪與三姓公溪，每逢雨季常因海水倒灌而淹沒，因此得名。:578

#### 範圍
浸水位於香山區西北部。相較於今日行政區，其範圍大致包括浸水里、樹下里。

#### 聚落
本地區發展較早的聚落為浸水，在日治初期的官方地圖上已有記載。此外，本地區尚有樹仔腳等聚落。:528

## 歷史
台灣清治末期至日治前期，浸水地區為一街庄，稱為「浸水庄」，隸屬於竹北一堡。該庄昔日北及東北隔客雅溪與楊藔庄、虎仔山庄為界，東與牛埔庄為鄰，南邊隔三姓公溪與香山庄為鄰，西邊臨台灣海峽。
1901年（日治明治三十四年）11月，全台廢縣廳改設二十廳，該庄隸屬於新竹廳。1909年（明治四十二年）10月，合併二十廳為十二廳，該庄隸屬不變。1920年（大正九年），廢十二廳改設五州二廳，該庄改制為「浸水」大字，隸屬於新竹州新竹郡香山庄。1941年（昭和十六年），香山庄廢庄併入新竹市。
戰後新竹市改制為省轄市，香山仍屬之，大字改制為里。1946年新竹市重劃為五個區，香山為其中一區。1950年新竹縣市合併後拆分為桃、竹、苗三縣，新竹市縮減轄區並降為新竹縣縣轄市，香山區拆出成為香山鄉，隸屬於新竹縣，本地區仍屬之，但里改制為村。1982年7月，新竹市再度升格為省轄市，香山鄉再度併入成為香山區，村再度改制為里。由於人口增加，本地區已拆分為兩個里。

## 交通
省道台61線又稱「西部濱海快速公路」，是八里至安南的快速公路，尚未全線通車，本地區西北部浸水橋以北部分路段借用省道台15線。該等道路大致以西北—東南走向轉縱向經過浸水地區西部，向南沿省道台61線可前往中南部沿海各地，向西北轉北沿省道台15線可前往舊港、紅毛港、觀音等地。